# クランクイン塩原ン
『クランクイン塩原ン』（くらんくいんしおばらん）は、2021年にオンライン開催となった「なすしおばら映画祭」にて公開された日本の短編映画。全編、栃木県那須塩原市にて撮影された。

## 概要
栃木県那須塩原市「アートを通した街づくり」のART369プロジェクトの一環で、2020年「なすしおばら映画祭」を開催予定であったが、新型コロナウイルス感染症 (2019年)の影響で急遽オンライン開催へと舵を切った。そのオンライン映画祭の為に制作したのが本作である。
新型コロナで元気のない方々を笑顔にするという目的のもと、脚本および監督を筧昌也が担当し、那須塩原市の「まちづくり大使」である川岡大次郎がプロデューサーとして制作された。
2021年3月20日と21日限定で、オンライン開催の「なすしおばら映画祭」にて初公開された。
2021年9月、第16回札幌国際短編映画祭入選3作品の一つに選出。

## あらすじ
エイガ監督が絶滅寸前の世界。町興しに映画を作ろうとシオバラン市職員の片桐善（佐藤貴史）は、ビデオカメラ片手に元エイガ監督で現在は実家の温泉旅館を継いでいる君島瑛太（足立英）を訪ねて、エイガ監督として勧誘するが、断られてしまう。表向きは家族のために断った瑛太だが、偽名で映画に関する動画配信をしており、エイガ監督への未練を自覚していた。瑛太の昔の仲間がロケハンに来てしぶしぶ同行したが、その途中、片桐が搬送されたと知らせが届いた。

## キャスト
- 君島瑛太：足立英 - 元エイガ監督
- 新井志麻子：土井玲奈
- 菊池美雄：垣雅之
- 君島温泉子：相馬有紀実 - 瑛太の妻
- 俳優女：小柴カリン
- 俳優男：宇野拓
- 看護師A：公塚千晴
- 看護師B：陣内ユウコ
- 農家こうじ：福田薫（U字工事）
- 農家ゆうじ：益子卓郎（U字工事）
- ナスライガー[3]：ナスライガー公式サイト
- 片桐善：佐藤貴史 - シオバラン市職員

## スタッフ
- 監督：筧昌也
- 脚本：筧昌也、服部隆
- 撮影：谷口和寛
- 録音：浅田将助
- 演出補：山城研二
- 美術：田中佑佳
- メイク：田鍋知佳
- プロデューサー：川岡大次郎
- 協力団体：塩原温泉旅館協同組合、塩原温泉観光協会、塩原温泉女将の会